# Jimmy Pursey
Jimmy Pursey (* 9. února 1955) je britský zpěvák. V roce 1975 spoluzaložil skupinu Sham 69, ve které hrál do roku 1980; roku 1987 byla skupina obnoevna a Pursey v ní působil až do roku 2006. Nahradil jej Tim V, který zde působil až do Purseyova návratu v roce 2011. Po prvním odchodu z Sham 69 založil spolu s kytaristou Stevem Jonesem a bubeníkem Paulem Cookem a baskytaristou Davem Tregannou z Sham 69 skupinu Sham Pistols, která se však brzy rozpadla a Pursey se vydal na sólovou dráhu. Své první sólové album Imagination Camouflage vydal v roce 1980, druhé Alien Orphan o dok později, třetí Revenge is not the Password v roce 1983 a poslední Code Black v roce 1997. V roce 1981 natočil píseň „Animals Have More Fun“ spolu s hudebníkem Peterem Gabrielem. V letech 2008 až 2011 hrál v kapele Day 21.